# لیموقبای بزرگ
لیموقبای بزرگ (نام علمی: Aegithina lafresnayei) نام یک گونه از تیره لیموقبا است.